# Рокфеллер, Джон Дэвисон
Джон Дэ́висон Рокфе́ллер (англ. John Davison Rockefeller, МФА: [dʒɒn ˈdeɪvɪsən rɒkəfɛlər]; 8 июля 1839, Ричфорд, штат Нью-Йорк — 23 мая 1937, Ормонд-Бич, Флорида) — американский предприниматель, филантроп, в 1916 году Рокфеллер стал первым официальным долларовым  миллиардером в истории человечества.
В 1870 году основал компанию Standard Oil и управлял ею до своего официального выхода на пенсию в 1897 году. Standard Oil была основана в штате Огайо как партнерство Джона Рокфеллера, его брата Уильяма Рокфеллера, Генри Флэглера, Джабеза Боствика, химика Сэмьюэла Эндрюса и одного неголосующего партнёра, Стефана Харкенса. Поскольку спрос на керосин и бензин резко вырос, богатство Рокфеллеров также возросло, и он стал самым богатым человеком в мире, в своё время, его состояние на момент смерти составляло 1,4 миллиарда долларов США (номинал 1937 года) или 1,54 % ВВП США. С учётом инфляции The New York Times оценивает его богатство около 305 млрд долл. в эквиваленте 2006 года, или 457 млрд долл. в эквиваленте 2024 года.
Рокфеллер был одним из филантропов США, основателем Фонда Рокфеллера, жертвовавшим большие суммы на образование, медицинские исследования, в частности, на борьбу с жёлтой лихорадкой. Он также основал Чикагский и Рокфеллеровский университет. Был верующим баптистом и жертвовал часть своих доходов на поддержку церковных заведений в течение всей жизни. Отмечался как трудолюбивый, целеустремлённый и набожный христианин, за что партнёры называли его «Дьяконом». Он всегда проповедовал здоровый образ жизни и полный отказ от алкоголя и табакокурения. Имел четырёх дочерей и одного сына, который и унаследовал в управление Фонд Рокфеллера.

## Биография

### Ранние годы
Рокфеллер был вторым ребёнком из шести детей в семье ростовщиков-землевладельцев Уильяма Эвери Рокфеллера (13 ноября 1810 — 11 мая 1906) и Луизы Дэвисон (12 сентября 1813 — 28 марта 1889). Отец имел англо-немецкое происхождение, мать — шотландско-ирландское. Родился он в городе Ричфорд, штат Нью-Йорк. Его отец был сначала лесорубом, а потом странствующим торговцем, называвшим себя «ботаническим доктором» и продававшим различные эликсиры и редко бывавшим дома. По воспоминаниям соседей, отца Джона считали странным человеком, старающимся уклониться от тяжёлого физического труда, хотя и имеющим хорошее чувство юмора. По натуре Уильям был склонным к риску человеком, что помогло ему нарастить тот небольшой капитал, который позволил ему купить земельный участок за 3100 долларов. Однако склонность к риску соседствовала с предусмотрительностью, поэтому часть капиталов была вложена в различные предприятия. Луиза, мать Джона, держала на себе хозяйство, была очень набожной баптисткой. Поскольку муж подолгу отсутствовал, ей часто приходилось экономить на всём. Она старалась не обращать внимание на сообщения о странностях и супружеских изменах мужа.
Рокфеллер вспоминал, что отец с ранних лет рассказывал ему о предприятиях, в которых участвовал, объяснял принципы ведения дел, он писал об отце: «Он часто торговался со мной и покупал у меня различные услуги. Он научил меня, как нужно покупать и продавать. Мой отец просто „натаскивал“ меня на обогащение!»
Когда Джону исполнилось семь лет, он начал выкармливать на продажу индюшек, подрабатывал, копая для соседей картофель. Все результаты коммерческой деятельности он фиксировал в своей маленькой книжечке.
Со своей первой заработной платы Рокфеллер приобрёл добротную бухгалтерскую книгу, в неё он записывал все доходы и расходы, уделяя внимание даже мелочи. К этой книге он относился с особым трепетом и уважением, сохранив её на всю жизнь.
Все заработанные деньги он вкладывал в фарфоровую копилку, и уже в 13 лет ссудил знакомому фермеру 50 долларов из расчета 7,5 % годовых. Отцовское воспитание продолжала мать, у которой он научился трудолюбию и дисциплинированности. Так как семья была большая, а предприятия Уильяма Рокфеллера не всегда заканчивались удачно, ей часто приходилось экономить.
В 13 лет Джон пошёл в школу в городе Ричфорде. В автобиографии он писал, что учиться ему было трудно и для выполнения уроков приходилось усердно заниматься. Рокфеллер успешно окончил школу и поступил в колледж города Кливленда, где преподавали бухгалтерию и основы коммерции, но вскоре пришёл к выводу, что трёхмесячные бухгалтерские курсы и жажда деятельности принесут намного больше, чем годы обучения в колледже, поэтому оставляет его.

### Карьера
В 1853 году семья Рокфеллеров перебралась в Кливленд. Так как Джон Рокфеллер был одним из старших детей в семье, то уже в возрасте 16 лет он отправился искать работу. К тому времени он уже достаточно неплохо знал математику и окончил трёхмесячные курсы по бухгалтерии в Кливленде. После шести недель поисков он был взят ассистентом бухгалтера в небольшую компанию Hewitt & Tuttle, занимавшуюся недвижимостью и морскими перевозками, вскоре он дослужился до должности бухгалтера. Он быстро смог зарекомендовать себя как грамотный профессионал, и как только управляющий компании Hewitt & Tuttle покинул свой пост, на его место сразу же назначили Рокфеллера. При этом жалованье установили в 600 долларов, в то время как его предшественник получал 2000 долларов, из-за этого Рокфеллер покинул компанию, и это была его единственная в биографии работа по найму.
Как раз в это время английский предприниматель Джон Моррис Кларк искал компаньона с капиталом в 2000 долл. для создания совместного дела. На тот момент у Рокфеллера было скоплено 800 долл., недостающую сумму он занимает у отца под 10 % годовых и 27 апреля 1857 года становится младшим партнёром компании Clark, Gardner & Rockefeller; компания торговала сеном, зерном, мясом и другими товарами. В эти годы южные штаты объявили о выходе из Союза и началась гражданская война, у федеральных властей появилась потребность в снабжении большой армии, и для выполнения крупномасштабных заказов по продовольственному снабжению стартового капитала в 4000 долл. не хватало, компании необходим был кредит. Несмотря на то что фирма была молодая, Рокфеллеру удалось своей искренностью произвести положительное впечатление на директора банка, и тот согласился предоставить компании кредит.
В 1864 году Рокфеллер женился на учительнице Лоре Селестине Спелман, с которой познакомился, ещё будучи студентом. Будучи набожной, она вместе с тем обладала практическим складом ума. Рокфеллер отмечал: «Без её советов я бы так и остался бедняком».
В конце 1850-х — начале 1860-х годов получили распространение керосиновые лампы и повысился спрос на сырьё для керосина — нефть. В это время Рокфеллер знакомится с химиком Самуэлем Эндрюсом, который занимался вопросами переработки нефти и был убеждён в перспективности керосина как средства для освещения. Рокфеллера же заинтересовало сообщение о месторождении нефти, обнаруженном Эдвином Дрейком в 1859 году. Общие интересы сплотили Эндрюса и Рокфеллера и они на паритетных началах с компанией Кларка основали новую компанию по обработке нефти «Эндрюс и Кларк». Партнёры заложили в Кливленде нефтеперерабатывающий завод «Флэтс». Транспортировали нефть и готовую продукцию по железной дороге.
Компания Standard Oil была создана в 1870 году. Рокфеллер занялся поисками нефти; уже в начале своей деятельности он заметил, что весь нефтяной бизнес организован неэффективно и сумбурен, и сосредоточился на наведении порядка в работе. Первым делом был создан устав фирмы. Для того, чтобы мотивировать сотрудников, Рокфеллер на первых порах решил отказаться от заработной платы, премируя их акциями, он считал, что благодаря этому они будут активнее работать, ведь будут считать себя частью компании, так как их конечный доход будет зависеть от успешности бизнеса.
Бизнес стал приносить доходы, а Рокфеллер стал постепенно скупать другие нефтяные фирмы, небольшие предприятия, которые стоили не слишком дорого. Такая стратегия не нравилась многим американцам. Рокфеллер договаривался с железнодорожными компаниями о регулировании транспортных цен, таким образом Standard Oil получала более низкие цены, чем у конкурентов: за перевозку бочки нефти она платила 10 центов, тогда как конкуренты — 35 центов, причём с разницы в 25 центов с каждой бочки компания Рокфеллера также получала доход. Конкуренты не могли ему противостоять, Рокфеллер ставил их перед выбором: объединение с ним либо разорение. Большинство из них предпочло войти в состав Standard Oil в обмен на долю акций.

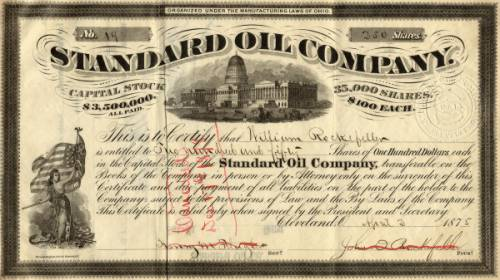
Купон Standard Oil (1887 год)

Уже к 1880 году, благодаря многочисленным мелким и средним слияниям, в руках Рокфеллера оказалось 95 % нефтедобычи Америки. Став монополистом, Standard Oil подняла цены и стала крупнейшей компанией в мире того времени. В 1890 году был принят закон Шермана против монополий, после чего последовали требования разделить Standard Oil. В 1911 году Рокфеллер вынужден был раздробить бизнес на 34 мелкие компании и во всех из них сохранил контрольный пакет и при этом нарастил капиталы. Практически все крупные американские нефтяные компании произошли именно от Standard Oil, в их числе ExxonMobil, Chevron.
Standard Oil приносила Рокфеллеру 3 млн долл. ежегодно[уточнить], он владел шестнадцатью железнодорожными и шестью сталелитейными компаниями, девятью фирмами, торгующими недвижимостью, шестью пароходствами, девятью банками и тремя апельсиновыми рощами.
Имя Рокфеллера стало символом богатства: он жил с большим комфортом, но не выставлял своих богатств напоказ, как другие миллионеры с нью-йоркской 5-й авеню. У него была вилла и земельный участок в 700 акров (283 га) на окраине Кливленда, а также дома в штатах Нью-Йорк, Флорида и личная площадка для игры в гольф в Нью-Джерси. Но больше всего он любил виллу «Покантико хиллз» неподалёку от Нью-Йоркa.
Рокфеллер хотел дожить до ста, но не дожил трёх лет — 23 мая 1937 года он умер от сердечного приступа на 98-м году жизни.

### Благотворительная деятельность

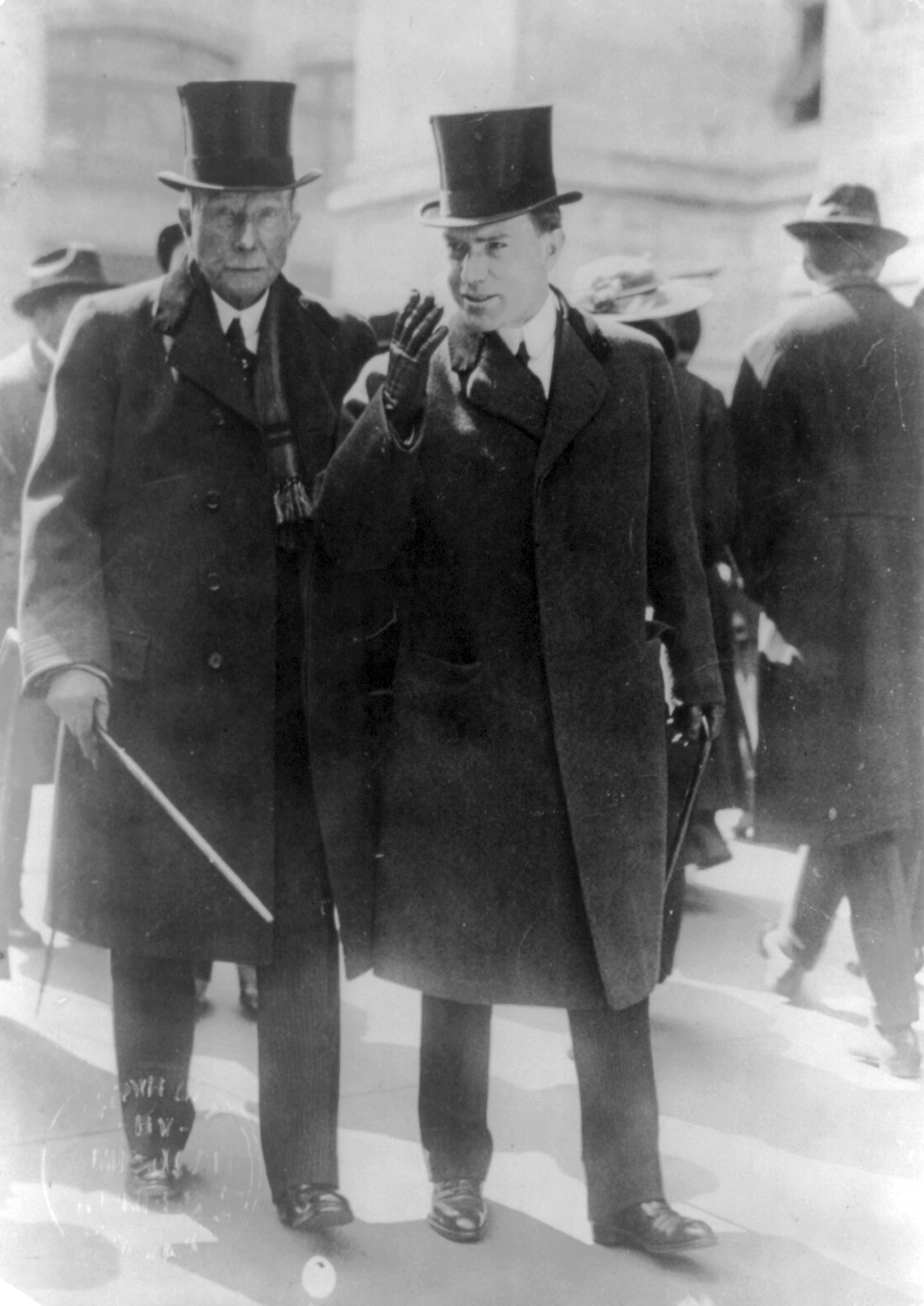
Джон Рокфеллер с сыном в 1915 году

Считал себя бизнесменом-христианином, с детских лет перечислял 10 % своих доходов Баптистской церкви. В 1905 году эта доля составила 100 млн долл.
Начиная с 1897 года Рокфеллер постепенно передаёт функции управления Standard Oil партнёрам, а сам всё более занимается благотворительностью. Благодаря ему в 1892 году был основан Чикагский университет, в 1901 году — Медицинский институт имени Рокфеллера (позднее Университет имени Рокфеллера), годом позже — Всеобщий образовательный совет и в 1913 году — Фонд Рокфеллера.
Под конец жизни Рокфеллер раздал до полумиллиарда долларов, и всё же его единственный сын Джон Рокфеллер-младший унаследовал 460 млн долл. Он также потратил около половины миллиарда на благотворительность, а кроме того, дал деньги на строительство Центра Рокфеллера для индустрии связи в Нью-Йорке. При всём этом шестерым детям он оставил 240 млн долл. Рокфеллер-младший построил также знаменитый небоскрёб Эмпайр-стейт-билдинг. Будучи набожным человеком, Рокфеллер пожертвовал часть своего состояния на церковь, особенно на нужды общины Северных баптистов, членом которой он был.
Именем Рокфеллера, финансировавшего американскую экспедицию под начальством Ричарда Бэрда, названо открытое в 1934 году плато Рокфеллер (англ. Rockefeller Plateau) в западной части Земли Мэри Бэрд (Западная Антарктида).
В честь Рокфеллера также назван астероид (904) Рокфеллия, открытый в 1918 году.
По состоянию на 2000-е годы Джон Рокфеллер считается самым богатым человеком за всю историю, журнал Forbes оценивал его состояние в пересчёте на эквивалент 2007 года в 318 млрд долл., тогда как самое большое состояние того времени — Билла Гейтса — составило около 50 млрд долл.

## Семья

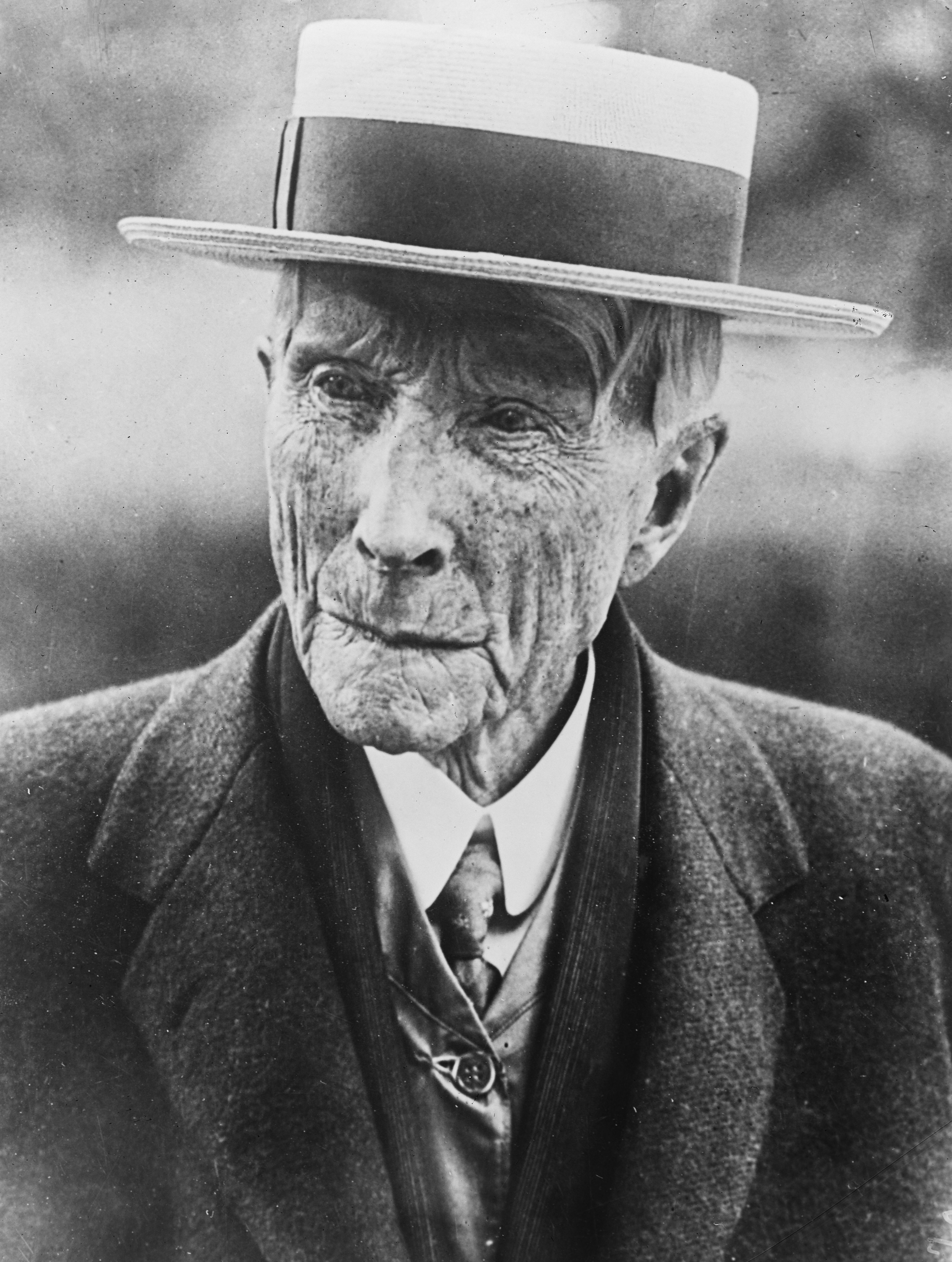
Джон Дэвисон Рокфеллер, 1922 год.

Супруга — Лаура Спелман Рокфеллер (1839—1915). У них было пятеро детей:
- дочь Елизабет (Elizabeth) (1866—1906),
- дочь Алиса (Alice) (1869—1870),
- дочь Альта (Alta) (1871—1962),
- дочь Эдит (Edith) (1872—1932),
- единственный сын Джон Рокфеллер-младший (1874—1960), крупный филантроп и один из ключевых членов семьи Рокфеллеров.

Пятеро внуков Джона Рокфеллера-старшего продолжили традицию филантропии и участия в политике. Самым известным из них был Нельсон Рокфеллер, вице-президент США в 1974—1977 годах. Младший сын Джона Рокфеллера-младшего, Дэвид Рокфеллер, был главой «Манхэттен банка» в 1969—1980 годах.